# 旧川口居留地
旧川口居留地（きゅうかわぐちきょりゅうち）は、1868年から1899年まで、現在の大阪府大阪市西区川口1丁目北部・同2丁目北部に設けられていた川口外国人居留地の跡地。旧大阪居留地、旧大阪川口居留地ともいう。全36区画。
1920年竣工の壮麗な大聖堂である日本聖公会大阪主教座聖堂川口基督教会（ウィリアム・ウィルソン設計、大阪府指定文化財）が現存するが、居留地時代の建物は現存しない。

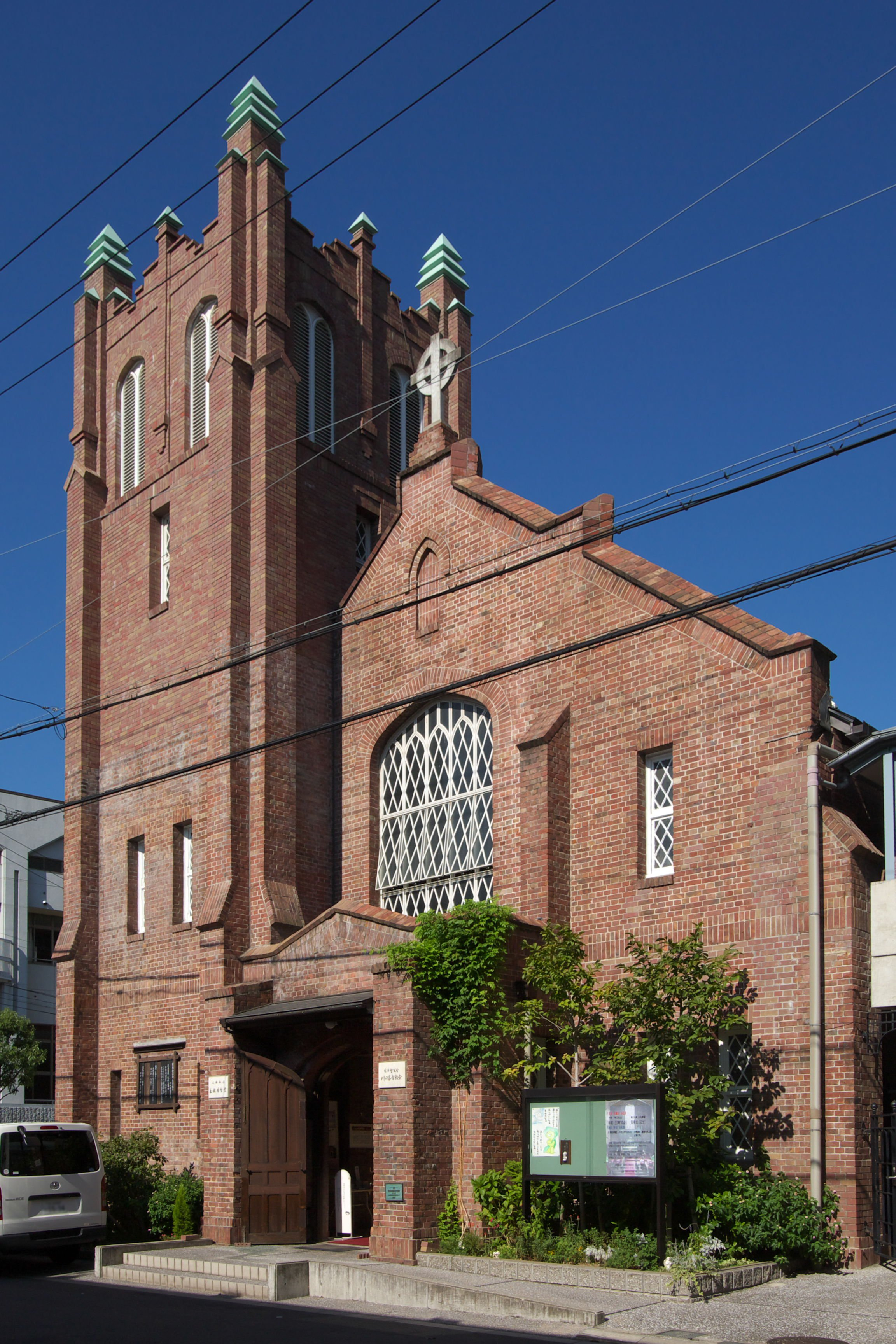
日本聖公会川口基督教会

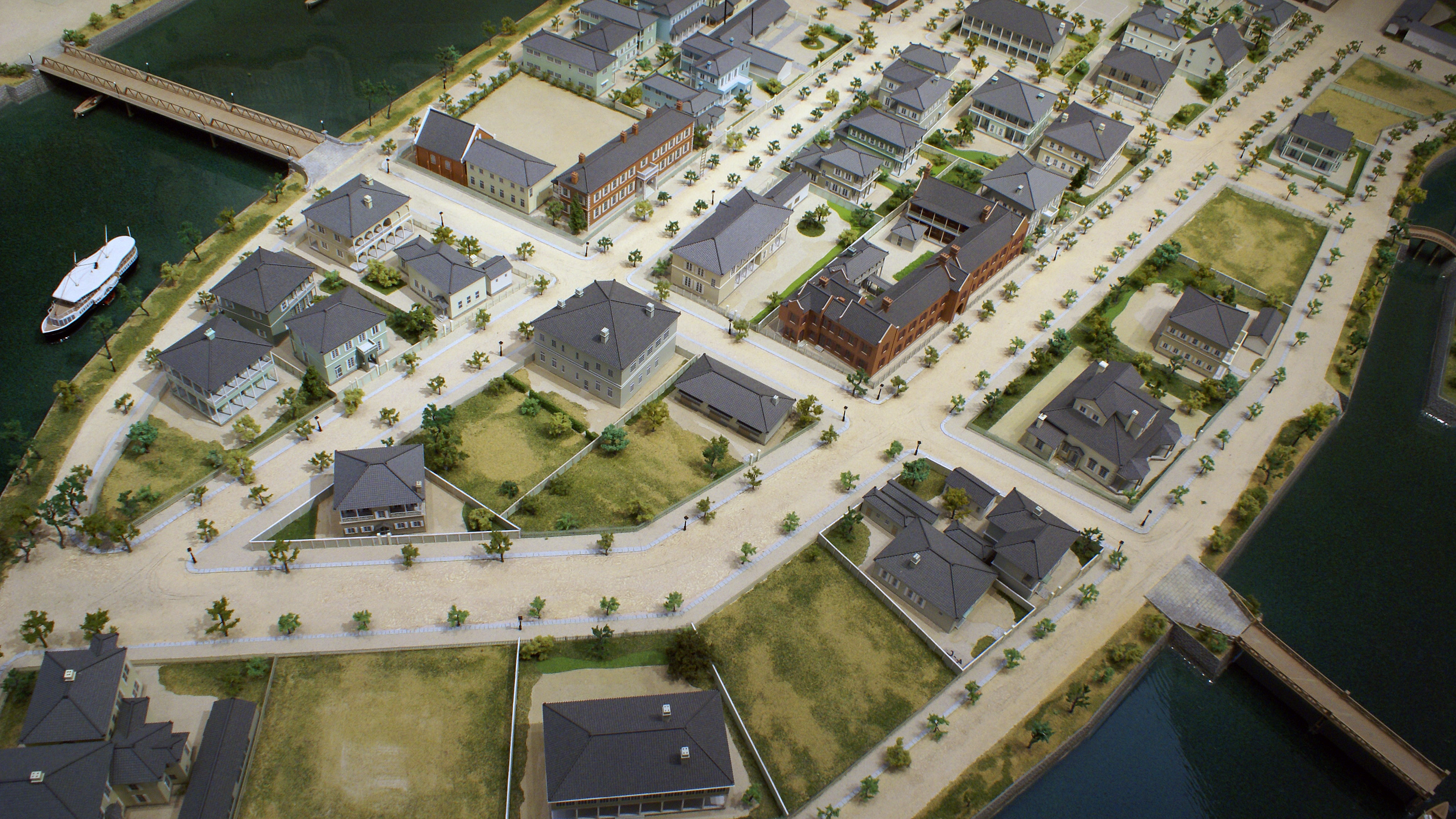
川口居留地（明治時代の模型。なにわの海の時空館所蔵）
（画像左が木津川、画像右が安治川および古川）

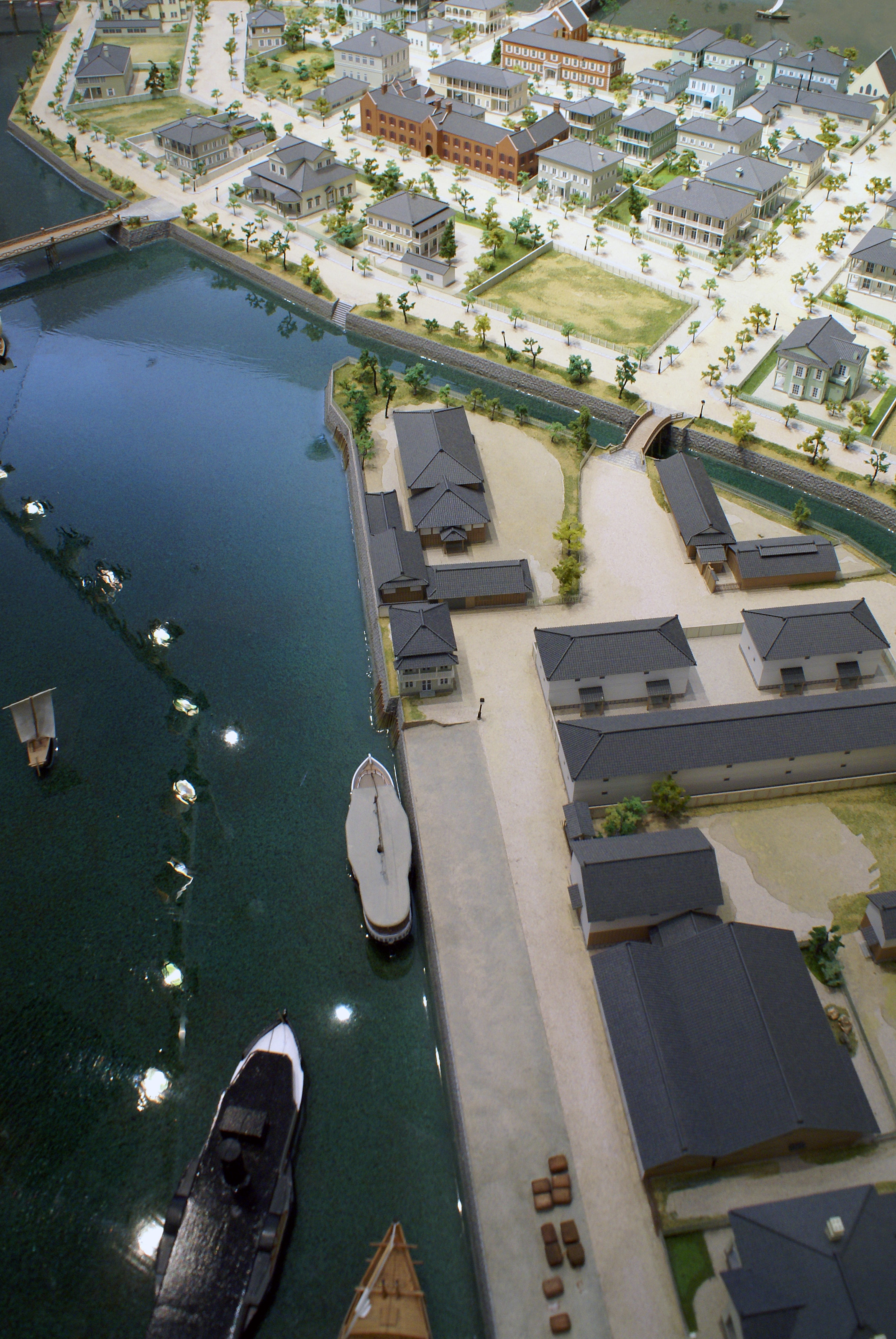
川口居留地と富島（明治時代の模型。なにわの海の時空館所蔵）
（安治川と古川に挟まれた富島には、のちに大阪税関となる川口運上所が置かれた）

## 歴史

### 開市と居留地造成の中断
1858年の安政五カ国条約によって二市五港の開市開港（外国人の居住貿易権を認めること）が決定した。このうち日米修好通商条約の交渉過程で、米国全権のタウンゼント・ハリスは大坂（大阪）の「開港」を要求していたが、幕府全権の岩瀬忠震は経済の中心が大坂で確定してしまい江戸の衰退につながると反対し、大坂は「開市」に留まることとなった。
安治川と木津川の分岐点に位置する川口には大坂船手の番所・船蔵・屋敷が設置されていたが、軍艦奉行の勝海舟の提言によって1864年に大坂船手が廃止され、1867年5月16日（慶応3年4月13日）の「兵庫港並大坂に於て外国人居留地を定むる取極」によって川口の大坂船手番所・船蔵・屋敷跡地一帯に外国人居留地が設置されることとなった。なお、大坂船手の船員たちの多くは同じく勝海舟が頭取を務める神戸海軍操練所に転属されている。同年9月25日（慶応3年8月28日）には川口の西隣に位置する富島に川口運上所（現・大阪税関）が設置された。また、同年には幕府が「戎」の文字の使用を禁止したため、川口の南隣に位置する戎島町が梅本町に改称された。
1868年1月1日（慶応3年12月7日）に大坂の開市と神戸港の開港が実施された。しかし、以下の通り、開市直後の大坂は騒乱状態で貿易どころではなく、居留地の造成工事も中断された。
- 1月3日（慶応3年12月9日） 王政復古の大号令。
- 1月30日（慶応4年1月6日） 徳川慶喜が大坂から逃亡。翌日大坂城代・大坂町奉行等の幕臣も大坂から逃亡。
- 2月2日（慶応4年1月9日） 大坂城炎上。
- 2月4日（慶応4年1月11日） 神戸で神戸事件発生。
- 3月8日（慶応4年2月15日） 堺で堺事件発生。

同時期に大久保利通が「大坂遷都論」を展開し、1868年4月15日（慶応4年3月23日）から5月28日（閏4月7日）まで明治天皇の大坂行幸（大坂親征）が実施され、大坂の治安が回復した。明治天皇大坂行幸中の1868年5月3日（慶応4年4月11日）に江戸開城が成ると、大久保に対して前島密が「江戸遷都論」を展開し、「大坂遷都論」は立ち消えとなった。

### 開港と居留地の完成
江戸遷都の方針が固まると、経済の大坂偏重や皇都警戒といった大坂を開市に留めておく理由がなくなり、大坂の「開市」が「開港」に改められることとなった。1868年7月16日（慶応4年5月27日）に各国公使へ大阪開港の方針が伝達され、1868年8月27日（慶応4年7月10日）に五代友厚が英・米・仏・蘭・普の領事等と協議して「大坂開港規則」の承認を得た。五代は大坂開港のほかにも上述の神戸事件・堺事件の解決や、居留地の造成工事再開にも尽力している。
1868年9月1日（慶応4年7月15日）に大阪港が開港し、同時に川口運上所が大坂運上所と改称した。なお、大阪港開港の2日後に「江戸ヲ称シテ東京ト為スノ詔書」が発せられている。
1868年9月15日（慶応4年7月29日）に永代借地権の第1回競売（26区画）が行われ、街路樹や街灯、洋館が建ち並ぶ洋風の街並みが形成された。居留地に接する富島町、古川町、本田一番町～三番町、梅本町も、日本人との雑居を認める外国人雑居地となった。居留地はその後1886年6月に第2回競売（5区画）、1887年11月に第3回競売（1区画）、1890年2月に第4回競売（2区画）、同年8月に第5回競売（2区画）が行われ、南西に拡張された。
木津川対岸の江之子島にはドームを有する洋風建築の大阪府庁舎（2代目。1874年竣工、1926年大手前へ移転）や大阪市庁舎（初代。1899年竣工、1912年堂島へ移転）が建設された。1899年に居留地制度は廃止されたが、大正時代末まで周辺一帯は大阪の行政の中心であり大阪初の電信局、洋食店、中華料理店、カフェが出来、様々な工業製品や嗜好品がここから大阪市内に広まるなど、文明開化・近代化の象徴であった。
しかし、貿易港としては短命に終わっている。川口および当時の大阪港である安治川左岸の富島は、安治川河口から約6km上流に位置する河港であるため水深が浅く、大型船舶が入港できなかった。1871年を最後に大阪港は外国船の入港が途絶え、川口の外国人貿易商らは、天然の良港に恵まれ、居留地の他にも広範囲にわたって雑居地が設定され、山麓など高台への居住も可能になる神戸へ続々と転出した。大阪市は1897年から海港の造成（大阪港第1次修築工事）を開始するが、川口が居留地だった時期の大阪港は河港だったわけである。
大阪港が使い物にならず早々に立ち去った貿易商らに代わって、川口外国人居留地にはキリスト教の宣教師が定住した。中国や長崎でのキリスト教伝道を経て、大阪での伝道を目指した宣教師が教会堂を建てて布教を行った。これらの宣教師の多くは３つの伝道団体（英国聖公会宣教協会（CMS）、英国聖公会宣布協会（SPG）、米国聖公会）から派遣されており、教会の伝統を同じくするものとして日本聖公会が組織成立し、関連施設として多くの学校・病院を残した。
第1回競売の26区画の内、1884年にはキリスト教関係の施設が20区画を占めるほどだった。平安女学院、立教学院（英和学舎）、プール学院、大阪女学院、桃山学院といったミッションスクールや聖バルナバ病院等は川口で創設された。聖公会以外ではカトリックの大阪信愛女学院も川口で創設されている。それら施設も高度な社会基盤が整備されるに従い、武家屋敷の破却により空地が生じた玉造、東南郊の天王寺、東北郊の古市などへ広い敷地を求めて次々と移転し、川口は衰退への道をたどることになる。

### 居留地返還後
1899年7月17日の居留地返還後は大阪市へ編入され、大阪市西区川口町となった。川口雑居地には華僑（その多くは山東省出身者）が進出するようになり、中国人街となった。1916年に本田三番町に中華南幇公所、本田二番町に中華北幇公所が設置され、1925年には中華北幇公所内に中華民国駐神戸領事大阪分事務所も設置された。昭和初期にはその数は3,000人を超え、洋品店・理髪店・貿易業といった商売を行っていた。しかし、日中戦争の激化などでその多くは帰国し、大阪大空襲で焼け野原となった。
戦後は華僑は大阪市内各地に拡散し、川口は地味な倉庫街となった。いくつかの古いコンクリート建築、赤煉瓦の三井倉庫 （現在は解体）、モダニズム建築の住友倉庫本社がある他は、往時の繁栄の面影は残っていない。本田小学校の一隅に「川口居留地跡」の石碑（1961年大阪市建立）がひっそりと立っているのみである。
日本聖公会大阪主教座聖堂川口基督教会は、1995年の阪神・淡路大震災により塔などが崩壊し、その後に多くの寄付を受けて復旧された。

## 交通アクセス
- 地下鉄千日前線・中央線 阿波座駅
- 京阪中之島線 中之島駅
- 大阪シティバス 川口一丁目停留所 下車
  - 大阪駅から88号系統（天保山行）もしくは88C号系統（川口一丁目行）で約18分
  - 淀屋橋駅から88号系統（天保山行）もしくは88C号系統（川口一丁目行）で約12分